# Yukari Kinga
Yukari Kinga (jap. 近賀 ゆかり Kinga Yukari; ur. 2 maja 1984) – japońska piłkarka, reprezentantka kraju. Od 2015 występuje w INAC Kobe Leonessa.

## Kariera klubowa
Od 2003 do 2014 roku występowała w klubach NTV Beleza, INAC Kobe Leonessa i Arsenal. Od 2015 roku gra w zespole INAC Kobe Leonessa.

## Kariera reprezentacyjna
W reprezentacji Japonii zadebiutowała w 2005. W sumie w reprezentacji wystąpiła w 97 spotkaniach.

### Sukcesy
- Igrzyska olimpijskie; 2004, 2008, 2012 (Srebro)
- Mistrzostwa świata; 2007, 2011 (Złoto), 2015 (Srebro)